# 공화제
공화제(한국 한자: 共和制, 영어: Republic)는 주권이 국민에게 있는 정체이다. 보통 군주가 없는 국가 체제를 가리키는데, 공화국이라는 말 자체는 '공공의 것'을 뜻하는 라틴어 "Res publica"를 어원으로 하는 것으로 키케로는 이 표현을 '국민의 이익을 추구하는 것을 어쩌구저쩌구.?….것'을 일컫는 '레스 포풀리'(res populi)로 풀이하여 오늘날 국민주권주의를 의미한다.
공화제를 주장하고 실현하려는 정치적인 태도나 이념을 공화주의(共和主義)라고 하며, 공화제를 채택하는 국가를 공화국(共和國)이라 한다. 공화제는 시민을 대표하는 시민 단체에 권한이 있는 정부 형태로 조직되어있다.

## 어원
영어로 '공화국'(republic)는 '공공의 것'을 뜻하는 라틴어의 '레스 푸블리카'(res publica)에서 나왔다. 키케로는 이 표현을 '국민의 것'을 일컫는 '레스 포풀리'(res populi)로 풀이했다.
한자 문화권에서 쓰는 번역어 ‘공화(共和)’는 미쓰쿠리 쇼고의 《곤여도식(坤輿図識)》(1845)에서 republic의 번역어로 처음 쓰였다. ‘공화(共和)’란 말은 주나라  때의 공화시대에서 따왔다. 《사기》에 따르면 당시 반란으로 왕좌가 비어있는 상태에서 제후들이 추대한 사람이 왕 대신 나라를 다스렸다고 한다.

## 역사

### 유럽
|                                   |                                   |                                    |                                    |                                    |
| 1815년 군주국 (55개) 공화국 (9개) | 1914년 군주국 (22개) 공화국 (4개) | 1930년 군주국 (20개) 공화국 (15개) | 1950년 군주국 (13개) 공화국 (21개) | 2015년 군주국 (12개) 공화국 (35개) |

## 형태
형태에 따라 대체로 대통령제, 의원내각제, 이원집정부제, 공화제를 표방한 독재제도 등을 들 수 있다.
- 민주공화국
- 연방공화국

## 마이크로네이션

### 연방 공화국
초대 시베리아 연방 공화국

## 같이 보기
- 정치 제도
- 공화주의
- 민주공화국
- 군주제